# Excelio
Excelio!（エクセリオ）はマイクロソフトのエクセルとデータベース管理システム(RDBMS)を連携したデータベースアプリケーション作成ソフトウェアである。

## 概要
エクセルと様々なデータベース管理システムによる、データベースと連携したエクセルアプリケーションを作成するためのソフトウェアツール
接続できるデータベースは、Oracle、Microsoft SQL Server、MySQL、PostgreSQL、IBM DB2、SQLite、Microsoft Access等豊富である。またデータベースだけではなくCSV ファイル、エクセルといった非データベース管理システムのファイルとの接続も行える。

## 用途
1. 表計算ソフトであるエクセルからデータベースに接続しデータの検索、抽出、更新をプログラミングの知識なしで行う。
2. データベースの膨大なデータからSQLの知識なしにエクセルにデータを抽出しビジネスレポートを作成する。
3. 一度行った設定からExcelio!にエクセルのマクロを自動生成させてデータベースアプリケーションプログラム作成する。またExcelio!のプロジェクトを自作のエクセルマクロから呼び出して自作のプログラムをデータベースアプリケーションに拡張する。
4. エクセルでは扱えない規模に膨らんだデータをデータベースに移行しExcelio!を介在することによって既存のエクセルマクロをそのまま再利用したデータベースアプリケーションソフトとして活用する。

## 問題点
データベースではデータは画像データーや音声データなどバイナリーデータ扱えるがこれらのデータはそもそもエクセルで扱うことができないのでExcelio!は全てのデータベースユーザーのためのソフトウェアというよりもデータベースを扱いたいエクセルユーザーのためのソフトウェアと表現したほうがよい。
また、プログラミングスキルの高いデータベースユーザーは面倒でも都度独自のプログラミングを行う事を好むのでこのようなノンプログラミングソフトウェアを利用しない。